# Liste der Universitäten in Ohio
Liste von Universitäten und Colleges im US-Bundesstaat Ohio (unvollständig):

## Staatliche Universitäten
- Bowling Green State University in Bowling Green
- Central State University in Wilberforce
- Cleveland State University in Cleveland
- Kent State University in Kent
- Miami University in Oxford
- Ohio State University, die größte und bekannteste, in Columbus
- Ohio University, Ohios älteste Universität, in Athens
- Shawnee State University in Portsmouth
- University of Akron in Akron
- University of Cincinnati in Cincinnati
- University of Toledo in Toledo
- Wright State University in Dayton / Fairborn
- Youngstown State University in Youngstown

## Bundeshochschulen
- Air Force Institute of Technology an der Wright-Patterson Air Force Base

## Private Hochschulen
- Ashland University in Ashland
- Baldwin-Wallace College in Berea
- Bluffton University in Bluffton
- Capital University in Columbus
- Case Western Reserve University in Cleveland
- Cedarville University in Cedarville
- Cincinnati Christian University in Cincinnati
- Denison University in Granville
- Franciscan University of Steubenville in Steubenville
- Franklin University in Columbus
- John Carroll University in University Heights
- Malone College in Canton
- Mount Union College in Alliance
- Mount Vernon Nazarene University in Mount Vernon
- Muskingum College in New Concord
- Myers University in  Cleveland
- Oberlin College in Oberlin
- Ohio Dominican University in Columbus
- Ohio Northern University in Ada
- Ohio Wesleyan University in Delaware
- Otterbein University in Westerville
- Tiffin University in  Tiffin
- Urbana University in Urbana
- Union Institute and University in Cincinnati
- University of Dayton in Dayton
- University of Findlay in Findlay
- University of Northwestern Ohio in Lima
- University of Rio Grande in Rio Grande
- Walsh University in North Canton
- Wilberforce University in Wilberforce
- Wittenberg University in Springfield
- Xavier University in Cincinnati